# Bešeňová
Bešeňová (maďarsky Besenyőfalu) je obec na Slovensku v Žilinském kraji, okrese Ružomberok na Liptově. Obec je známá především svými termálními prameny a lázněmi.

## Historie
První písemná zmínka pochází z roku 1503.

## Polohopis
Obec leží od hlavního města Bratislavy 272 km, krajského města Žiliny 72 km a okresního města Ružomberok 12,1 km., sousedí se sedmi obcemi: Bobrovník, Liptovská Anna, Vlachy, Ivachnová, Liptovský Michal, Liptovská Teplá, Potok. U obce se nachází vodní nádrž Bešeňová.

## Turistika
V obci se nacházejí minerální prameny o teplotě až 60 °C se zvýšeným obsahem vápníku, hořčíku, sodíku, draslíku a železa, kterých využívá místní  Aquapark Tatralandia.. Nedaleko obce se rozkládají archeologické naleziště Havránok se sídlištěm z mladší doby železné, přírodní památka Bešeňovské travertíny a minerální pramen Medokýš. 

## Rodáci
- Ladislav Pudiš - operní zpěvák
- Gustáv Nedobrý - horolezec a lyžařský závodník